# You Can’t Argue with a Sick Mind

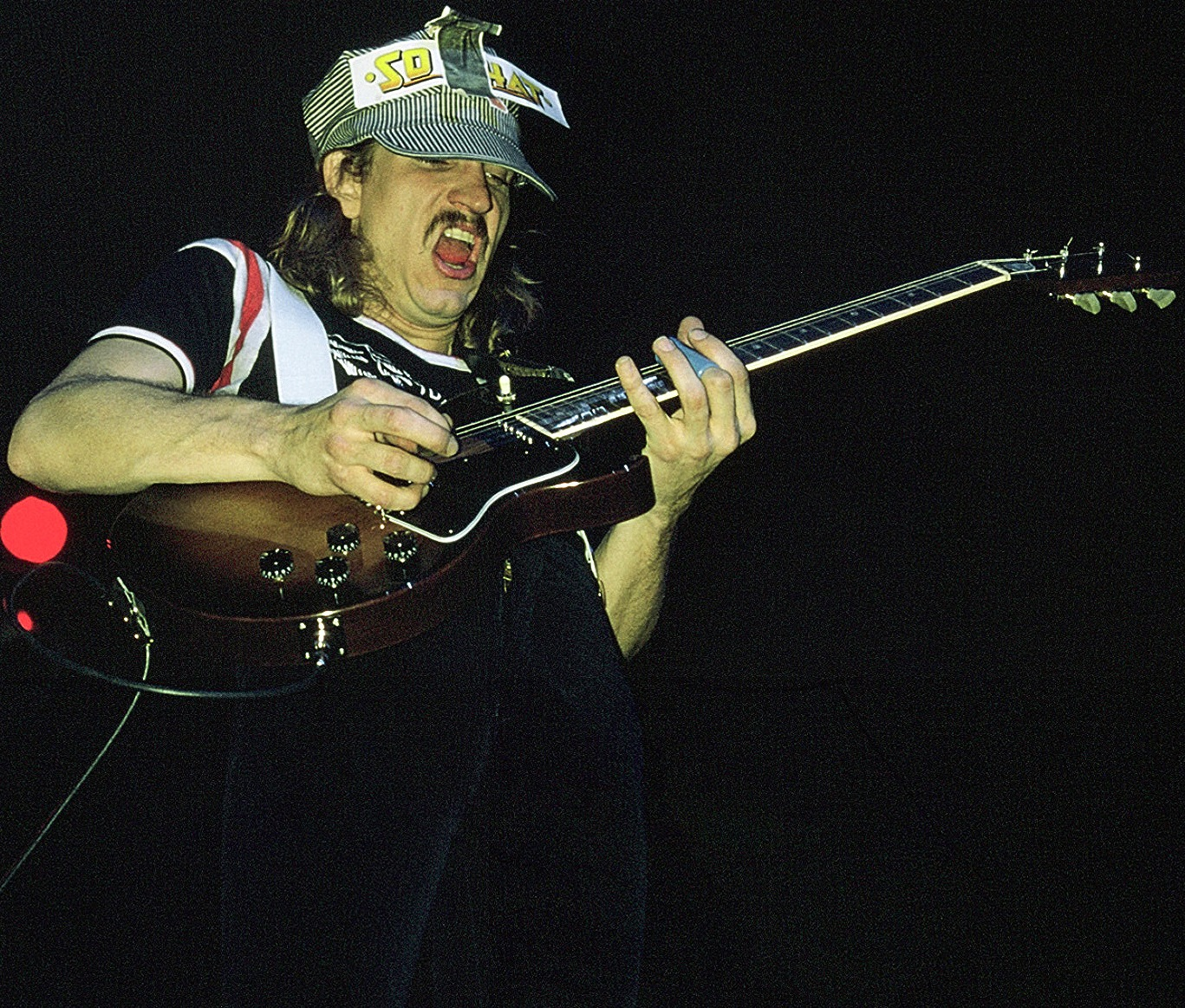
Joe Walsh (1975)

You Can’t Argue with a Sick Mind ist ein Live-Soloalbum von Joe Walsh. Das Album wurde Anfang 1976 veröffentlicht, kurz bevor Walsh sich den Eagles anschloss. Drei andere Mitglieder der Eagles sind auf dem Lied Help Me Through the Night zu hören.

## Rezeption
Der Kritiker James Chrispell von AllMusic schrieb rückblickend über das Album: „Live aufgenommen, kurz bevor Joe Walsh sich den Eagles hauptberuflich anschloss… ein verdammt gutes Joe-Walsh-Konzertsouvenir.“

## Titelliste
1. Walk Away – Joe Walsh – 3:21
2. Meadows – Patrick Cullie, Walsh – 7:08
3. Rocky Mountain Way – Rocke Grace, Kenny Passarelli, Joe Vitale, Walsh – 7:40
4. Time Out – Terry Trebandt, Walsh – 4:22
5. Help Me Through the Night – Walsh – 3:43 – Harmoniegesang: Glenn Frey, Don Felder and Don Henley
6. Turn to Stone – Trebandt, Walsh – 8:46

## Besetzung
- Joe Walsh – Gesang, Gitarre[3]
- Glenn Frey – Gesang
- Don Henley – Gesang
- Don Felder – Gitarre, Gesang
- Willie Weeks – Bass
- Jay Ferguson – Piano, Gesang
- Dave Mason – Orgel, E-Piano
- Joe Vitale – Schlagzeug, Percussion, Orgel, Flöte, Gesang
- Andy Newmark – Schlagzeug, Percussion
- Rocky Dzidzornu – Percussion